# 윌리엄스 대 로즈 사건
윌리엄스 대 로즈 사건(Williams v. Rhodes, 393 U.S. 23(1968))은 미국 연방대법원의 유명 판례이다.

## 사실관계
미국 오하이오주 선거법은 새 정당이 대통령선거에 참가하여 대통령선거인 후보자를 내려면 최근의 주지사 선거에서 투표한 유권자의 15%이상에 해장하는 사람들의 서명을 받아 선거가 있는 해의 2월까지 제출하도록 되어 있었는데 기존 제2대 정당인 공화당과 민주당은 최근의 주지사 선거에서 투표자의 10%이상을 득표하면 특별한 서명을 얻을 것 없이 대통령선거인 선거에 참여할 수 있게 되어 있어 이에 새 정당인 미국독립당과 사회노동당이 위 조항이 평등보호조항에 위배된다며 제소하였다.

## 판시사항
대법원은 오하이오주 선거법이 수정헌법 제14조가 요구하는 평등보호에 일치하지 못하고, 기존 2대정당과 새 정당을 부당하게 차별대우하고 있다고 선언하였다.

## 참고 문헌
- 미국판례 연구-평등권 보관됨 2014-07-22 - 웨이백 머신